# Ectima infirma
Ectima infirma är en fjärilsart som beskrevs av Hans Fruhstorfer 1908. Ectima infirma ingår i släktet Ectima och familjen praktfjärilar. Inga underarter finns listade i Catalogue of Life.